# Sang trouble
Sang trouble (titre original : Troubled Blood) est un roman policier de Robert Galbraith (deuxième nom de plume de la romancière J. K. Rowling) publié en anglais en septembre 2020. Les éditions Grasset ont publié sa traduction française le 16 février 2022.
Ce roman est le cinquième de la série Les Enquêtes de Cormoran Strike.

## Résumé
Le roman comprend 73 chapitres, répartis en sept parties de tailles différentes.

### Première partie
Chapitres 1 à 7.

### Septième partie
Chapitres 72 et 73.

## Traduction
La traduction en français de Sang trouble, effectuée par Florianne Vidal, est un peu plus longue à paraître que les traductions des tomes précédents de la série en raison de la crise sanitaire. Grasset a en effet préféré reporter la publication a une période pandémique plus calme, ce qui a permis à la traductrice d'avoir davantage de temps pour transposer les 940 pages de ce roman, qui est le plus long de la série lors de sa publication.

## Adaptation
Une série télévisée adaptée des romans, C.B. Strike, est réalisée pour BBC One avec Tom Burke dans le rôle du détective Cormoran Strike et Holliday Grainger dans le rôle de Robin.
Les douzième, treizième, quatorzième et quinzième épisodes, composant l'adaptation du roman Sang trouble, sont diffusés au Royaume-Uni les 11 décembre 2022, 12 décembre 2022, 18 décembre 2022 et 19 décembre 2022.